# الأعمدة الأربعة

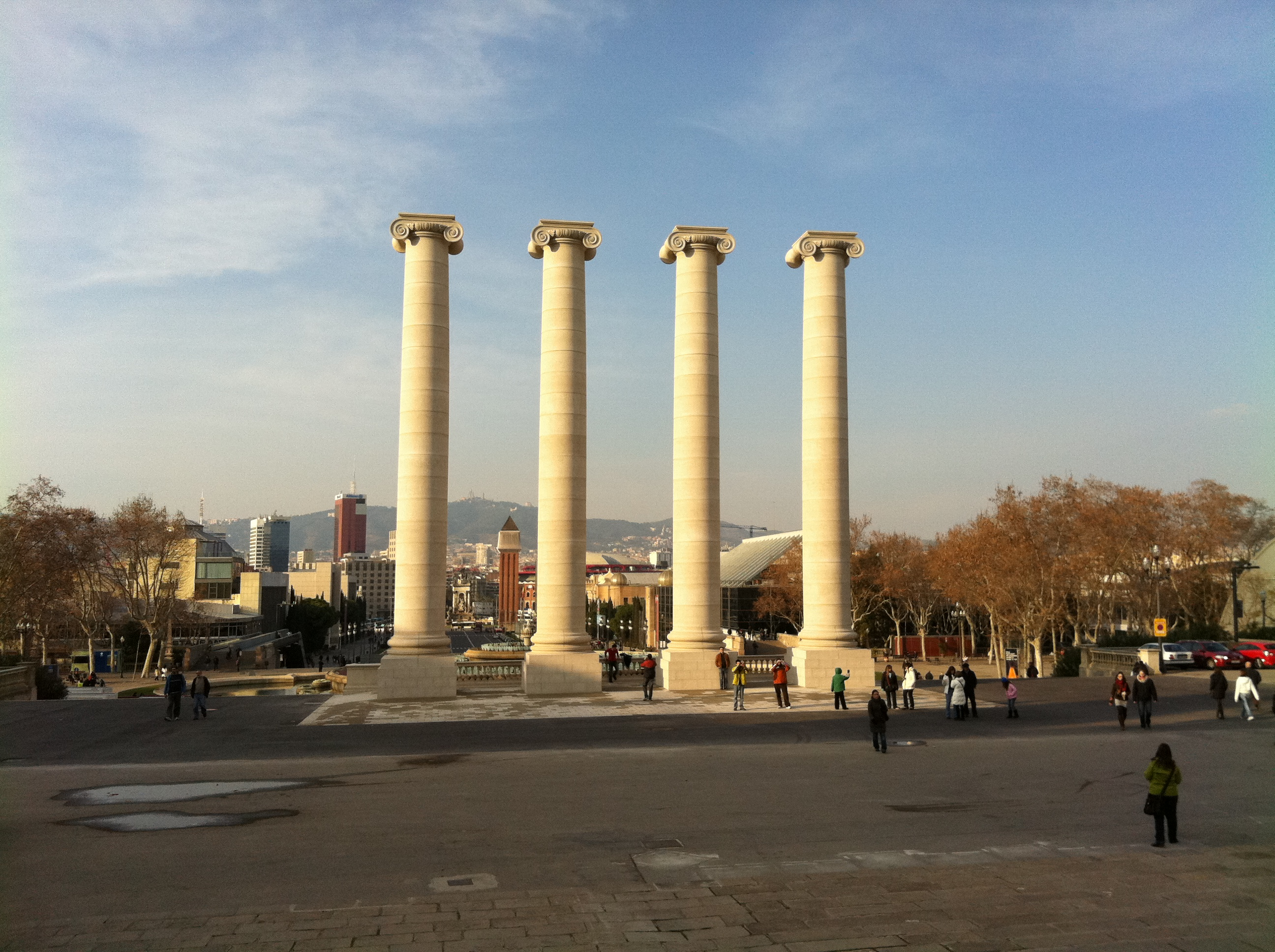
الأعمدة الأربعة بعد إعادة الإنشاء

الأعمدة الأربعة ("Les Quatre Columnes" in Catalan) هي أربعة أعمدة أيونية تم إنشائها في الأصل من قبل Josep Puig i Cadafalch في برشلونة، إسبانيا. أقيمت في عام 1919، حيث تقف الآن نافورة مونتجويك السحرية.

## إعادة النصب
بعد ثماني سنوات من الحملة من قبل الهيئات المدنية الكتلانية والحزب السياسي المؤيد لاستقلال يسار كتالونيا الجمهوري، أقيمت نسخة طبق الأصل من الأعمدة في عام 2010 قريبة جداً من الموقع الأصلي وبعد خطط Puig i Cadafalch الأصلية.

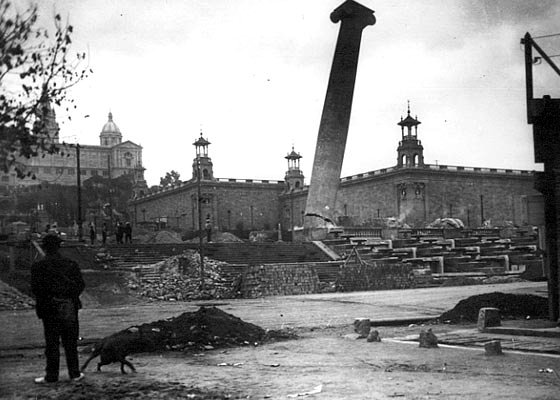
Demolition
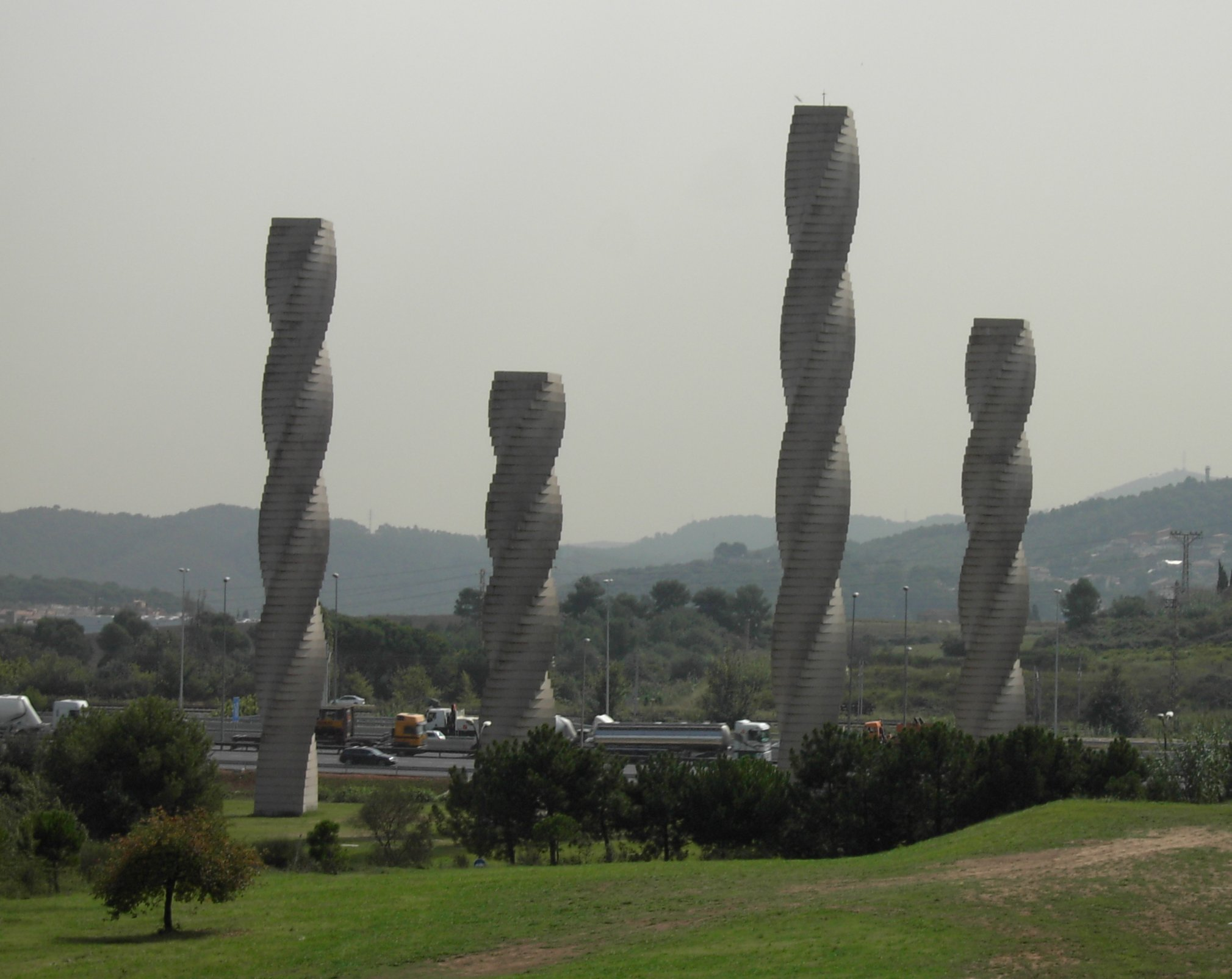
UAB Columns
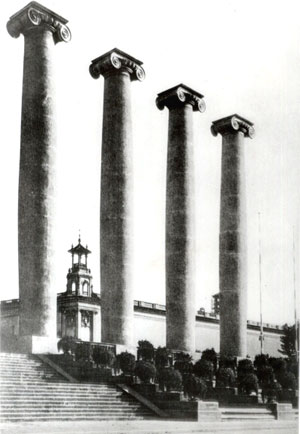
The old Four Columns